# Triphaenopsis perversa
Triphaenopsis perversa är en fjärilsart som beskrevs av Embrik Strand 1921. Triphaenopsis perversa ingår i släktet Triphaenopsis och familjen nattflyn. Inga underarter finns listade i Catalogue of Life.